# Lista de prefeitos de Areal
Esta é a lista de prefeitos do município de Areal, estado brasileiro de Rio de Janeiro.
| Nº | Nome                                           | Imagem                | Partido                                      | Início do mandato      | Fim do mandato                           | Observações                                                                     |
| 1  | Amaurílio Jairo Lima                           |                       | Partido Democrático Trabalhista PDT          | 1º de janeiro de 1993  | 31 de dezembro de 1996                   | Prefeito eleito em sufrágio universal.                                          |
| 2  | José Francisco Sobrinho                        |                       | Partido da Social Democracia Brasileira PSDB | 1º de janeiro de 1997  | 31 de dezembro de 2000                   | Prefeito eleito em sufrágio universal.                                          |
| 3  | Amaurílio Jairo Lima                           |                       | Partido Democrático Trabalhista PDT          | 1º de janeiro de 2001  | 12 de abril de 2002                      | Prefeito eleito em sufrágio universal, falecido durante o mandato (21.04.2002). |
| —  | Joaquim José da Silva Leal                     |                       | Partido Trabalhista Brasileiro PTB           | 13 de abril de 2002    | 12 de setembro de 2002                   | Vice-prefeito eleito no cargo de prefeito.                                      |
| —  | José Tardelli Sobrinho                         |                       | Partido Trabalhista Brasileiro PTB           | 13 de setembro de 2002 | 19 de dezembro de 2002                   | Presidente da Câmara Municipal.                                                 |
| 4  | Luís Felipe Roux de Lima                       |                       | Partido Socialista Brasileiro PSB            | 20 de dezembro de 2002 | 31 de dezembro de 2004                   | Prefeito eleito em sufrágio universal, em eleição suplementar de 08/12/2002.    |
| 5  | Laerte Calil de Freitas                        |                       | Partido Progressista PP                      | 1º de janeiro de 2005  | 31 de dezembro de 2008                   | Prefeito eleito em sufrágio universal.                                          |
| 5  | Laerte Calil de Freitas                        | 1º de janeiro de 2009 | Partido Progressista PP                      | 31 de dezembro de 2012 | Prefeito reeleito em sufrágio universal. |                                                                                 |
| 6  | Waldeth Brasiel Rinaldi                        |                       | Partido da República PR                      | 1º de janeiro de 2013  | 2 de setembro de 2014                    | Prefeita eleita cassada pela Câmara Municipal.                                  |
| 7  | Flávio Magdalena Bravo, Flávio do Açougue      |                       | Partido Trabalhista Brasileiro PTB           | 3 de setembro de 2014  | 31 de dezembro de 2016                   | Vice-prefeito eleito no cargo de prefeito.                                      |
| 7  | Flávio Magdalena Bravo, Flávio do Açougue      | 1º de janeiro de 2017 | Partido Trabalhista Brasileiro PTB           | 31 de dezembro de 2020 | Prefeito reeleito em sufrágio universal  |                                                                                 |
| 8  | José Augusto Bernardes Lima, Gutinho Bernardes |                       | Rede Sustentabilidade REDE                   | 1º de janeiro de 2021  | 31 de dezembro de 2024                   | Prefeito eleito em sufrágio universal.                                          |
| 8  | José Augusto Bernardes Lima, Gutinho Bernardes | Progressistas PP      | 1º de janeiro de 2025                        | Atualidade             | Prefeito reeleito em sufrágio universal  |                                                                                 |